# Saletara
Saletara es un género de mariposas de la familia Pieridae (subfamilia Pierinae, tribu Pierini). Incluye 3 especies y 23 subespecies, que se distribuyen por Papúa Nueva Guinea, Aru, Molucas, Java, Malasia, Singapur, Sumatra, Nias, Filipinas, Sulawesi, Sumbawa, Obi, Sula y Buru.

## Especies
- Saletara cycinna (Hewitson, 1861)
- Saletara liberia (Cramer, 1779)
- Saletara giscon (Grose-Smith, 1895)